# 34004 Gregorini
34004 Gregorini este un asteroid din centura principală, descoperit pe 30 iulie 2000, de Maura Tombelli și Daria Guidetti.